# Michele Schirru
 (octobre 2017).
Michele Schirru (prononcé miˈkɛle ˈskirru), né à Padria en Sardaigne le 19 octobre 1899 et mort à Rome le 29 mai 1931, est un anarchiste italien immigré en 1920 aux États-Unis où il en obtient la nationalité en 1926.
En 1930, il retourne en Italie dans le but de tuer Benito Mussolini. Arrêté à Rome en février 1931 en possession de deux bombes et d’un pistolet, il est condamné à mort et fusillé le 29 mai 1931.

## Biographie
Michele Schirru s'intéresse très jeune aux idées anarchistes et il participe à l'agitation sociale à Turin (1917). Il est mobilisé lors de la Première Guerre mondiale puis il retourne en Sardaigne mais, au chômage, il se résout à émigrer en Amérique. Après un bref passage à Paris, Michele Schirru émigre en 1920 aux États-Unis dont il prend la nationalité en 1926. Il réside à New York avec sa femme et ses deux enfants. En 1922 il intègre un groupe anarchiste et participe activement à la campagne pour sauver Sacco et Vanzetti.  En 1930, il revient en Italie, passe par Milan, où il formule le projet de tuer Benito Mussolini convaincu que le fascisme tient essentiellement à la personne de Mussolini, il est arrêté le 3 février 1931.
Schirru est jugé le 28 mai 1931, par le tribunal spécial pour la sécurité de l’État qui le condamne à la peine de mort avec le motif : « Qui attente à la vie du Duce, attente à la grandeur de l'Italie, attente à l'humanité parce que le Duce appartient à l'humanité » (la sentence est annoncée ainsi). Bien qu'il ait la nationalité américaine, le gouvernement des États-Unis ne réagit pas et, le 29 mai, il est fusillé au Fort Braschi.
Michele Schirru appartient à ce petit groupe qui attentèrent ou projetèrent d'attenter à la vie de Mussolini, comme lui on compte Tito Zaniboni, Violet Gibson, Gino Lucetti, Anteo Zamboni et Angelo Pellegrino Sbardellotto.
Pendant les combats de la Résistance italienne le nom de Schirru est porté par une formation de 454 volontaires (hommes et femmes) opérant dans la zone de Carrare.